# Björna landskommun
Björna landskommun var en tidigare kommun i Västernorrlands län.

## Administrativ historik
Kommunen inrättades den 1 januari 1863 i Björna socken i Ångermanland  när 1862 års kommunalförordningar trädde i kraft.
Kommunen påverkades inte av kommunreformen 1952 och förblev oförändrad fram till år 1971 då den kom att bli en del av den nya Örnsköldsviks kommun.
Kommunkod åren 1952-1970 var 2235.

### Kyrklig tillhörighet
I kyrkligt hänseende hörde landskommunen till Björna församling.

## Kommunvapen
Kommunens vapen fastställdes av Kungl. Maj:t den 25 juli 1963, enligt följande blasonering: Sköld, delad av silver, vari en gående blå björn med tunga, tänder och klor av guld, och blått, vari två av vågskuror bildade bjälkar av silver. Vapnet komponerades av stadsarkitekten Hans Schlyter i Sundsvall och baseras på Björna sockens sigill, känt från 1809.

## Geografi
Björna landskommun omfattade den 1 januari 1952 en areal av 929,10 km², varav 884,30 km² land.

### Tätorter i kommunen 1960
| Tätort      | Folkmängd |
| ----------- | --------- |
| Björna      | 410       |
| Långviksmon | 269       |
| Nyliden     | 256       |

Tätortsgraden i kommunen var den 1 november 1960 30,4 procent.

## Politik

### Mandatfördelning i valen 1938-1966
| 12 | 12 |

| 24 |

| 13 | 7 | 4 |

| 24 |

| 2 | 10 | 2 | 5 | 5 |

| 24 |

|  | 12 | 5 | 5 | 2 |

| 24 |

|  | 12 | 4 | 6 | 2 |

| 25 |

|  | 10 | 5 | 6 | 3 |

| 24 |

|  | 12 | 5 | 5 | 2 |

| 24 |

|  | 11 | 5 | 5 |  | 2 |

| 23 |